# Stéphan Bertholio
Stéphan Bertholio, né le 13 janvier 1970 à Toulouse, est un des membres du groupe français Dionysos.
Après avoir été notamment backliner du groupe, il intègre officiellement le groupe Dionysos en 2006 bien qu'il soit déjà considéré comme le sixième membre du groupe depuis 2002. Véritable « homme-orchestre », il joue entre autres de la basse, de la guitare, du banjo, du ukulélé, des claviers, de la scie musicale, du thérémine et du glockenspiel. 
Souvent surnommé Stéphano sur scène, il a participé aux enregistrements studio du groupe à partir de l'album Monsters in love. Il assure également des enregistrements solo sous son simple prénom Stéphan.
Il était aussi le guitariste du trio Corleone, groupe formé avec Éric Serra-Tosio, batteur de Dionysos, et Armand Gonzalez, ancien leader du groupe Sloy.
En 2011, il officie à la basse pour le disque The Girl With The Chesnut Eyes du groupe The Greatest Liar.
Il est depuis octobre 2015 membre du groupe Devyver dans lequel il officie en tant que guitariste.
Il devient en 2015 le bassiste de Dionysos à la suite du départ du groupe de Guillaume Garidel. C'est dans ce nouveau rôle qu'il enregistre le dernier album du groupe Vampire en pyjama sorti le 29 janvier 2016.
Il est également depuis 2017 bassiste du groupe de pop toulousain Tango Juliett.

## Avec Dionysos
- 2005 - Monsters in Love : scie musicale, claviers, mélodica, glockenspiel.
- 2007 - La Mécanique du cœur : banjo, scie musicale, claviers, basse, glockenspiel, ukulélé, guitare baryton, lapsteel.
- 2012 - Bird 'n' Roll : claviers, banjo, scie musicale, glockenspiel, lapsteel, guitare, chœurs, boîte à musique, mélodica.
- 2016 - Vampire en pyjama : basse, clavier, guitare folk, scie musicale, chœurs.